# أحمد بن محمد البوعزاوي
أحمد بن محمد بن المهدي بن العباس البُوعَزَّاوي (1271 - 1337 هـ | 1855 - 1919 م) فقيه مالكي من العلماء، نسبته إلى «بو عزه» في المغرب، عاش وتوفي بفاس، وقد كان كثير الولوع بنسخ الكتب واقتنائها، وقد قام بتصنيف الكثير من التآليف، ومنها:
- مناقب الشيخ أبي يعزى «ثلاثة أسفار».
- نوازل «نحو ثمانية مجلدات».
- اختصار البدور الضواية «للحوات».
- مجموع إجازاته «في مجلد».[2]